# Tropiki
Tropiki (znanstveno ime Phaethontidae) so družina morskih ptic, ki se običajno zadržujejo nad odprtim morjem. Vanjo uvrščamo tri danes živeče vrste, združene v en sam rod, Phaethon. Tradicionalno so družino uvrščali v red pelikanovcev (Pelecaniformes), kasnejša molekularna analiza pa je pokazala, da so bolj sorodni kagujem (Eurypygiformes), zato jim je bil dodeljen lasten red, Phaethontiformes. Njihovo strokovno ime izvira iz starogrške besede phaethon – Sonce.
Veliki so do enega metra in prepoznavni po pretežno beli operjenosti z močno podaljšanim srednjim parom repnih peres. Vrste ločimo po vzorcu črnih lis na obrazu, hrbtu in perutih. Imajo močne, rahlo ukrivljene kljune in velike glave na kratkih vratovih. Noge jim izraščajo tako močno zadaj, da se lahko na tleh premikajo le s potiskanjem naprej po trebuhu, hoditi pa ne morejo.
Prehranjujejo se z ribami in redkeje lignji, ki jih lovijo s strmoglavim potapljanjem, pri čemer pa se običajno ne spustijo dosti globlje od gladine.

## Vrste
| Slika | Znanstveno ime | Slovensko ime    | Razširjenost                                                                                       |
| ----- | -------------- | ---------------- | -------------------------------------------------------------------------------------------------- |
|       | P. aethereus   | grahasti tropik  | srednji in vzhodni Atlantik, vzhodni Pacifik, Karibi, Perzijski zaliv, Adenski zaliv, Rdeče morje. |
|       | P. rubricauda  | rdečerepi tropik | južni Indijski ocean, zahodni ter srednji Pacifik                                                  |
|       | P. lepturus    |                  | tropski del Atlantika, zahodni Pacifik in zahodni Indijski ocean                                   |